# Раждавицкий сборник

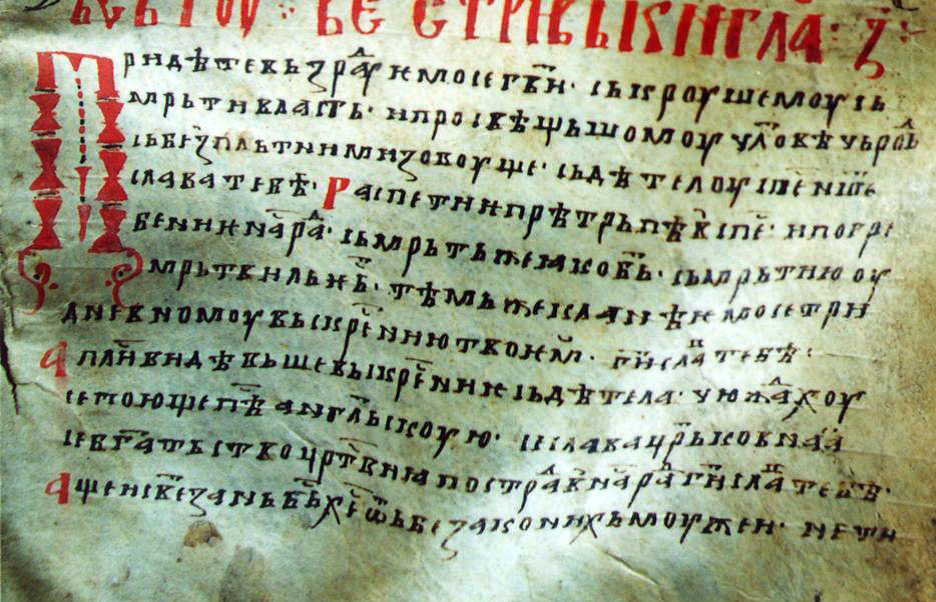
Раждавицкий сборник

Раждавицкий сборник — памятник болгарской литературы XII века. Назван раждавицким, потому что в двух самых последних по времени записях село Раждавица Кюстендильского района упомянута как место, откуда книга была взята в 1842 году.
Раждавицкий сборник содержит три пласта записей. Первый написан рукой самого переписчика, второй написан позже тайнописью (выцветшие от времени и почти нечитаемые), третий написан курсивом черными чернилами с указанием даты «4 июля 1842 года».
Сборник состоит из 158 пергаментных листов размером 23 х 16 см, относительно хорошо сохранившихся. Оригинальный переплет не сохранился, отсутствуют некоторые листы в начале, конце и еще нескольких местах. Сборник состоит из двух частей — двух отдельных богослужебных книг: до 81 страницы — октоих, и от 81 до 158 — параклитик. В нескольких местах встречаются музыкальные знаки. Октоих и паракликтик были написаны одновременно, но двумя или более писцами, почерк меняется во многих местах в обеих частях сборника.
Начало октоиха написано красивым средним полууставным письмом. К концу начинают проявляться черты скорописи. Заголовки и заглавные буквы в начале и в середине текста написаны красными чернилами. Большие заглавные буквы в октоихе выполнены вязным письмом красным и черным цветом. Октоих богато орнаментирован.
Параклитик написан разборчиво большим и торжественным полууставом, тяготеющим к уставному письму. Весь сборник записан в одну колонку черными, слегка выцветшим от времени чернилами. В 7 местах сборника на нижних полях есть рисунки: три маленькие держащие руки; один странный, напоминающий круг со вписанным цветком; две головы повернутые друг к другу; перо и небольшой стилизованный факел.
Орфография обеих частей сборника одинаково. Все языковые особенности совокупно показывают четкую связь с болгарскими диалектами Юго-Западной Болгарии. По этим особенностям языка и орфографии сборник сближается с Битольской триодью конца XII века. 
Хранится в Областном историческом музее им. Академика Йордана Иванова в г. Кюстендиле, куда депонирована из собрания городского Педагогического училища.